# Головинец
Головинец — река в России, протекает в Демянском районе Новгородской области. Течёт в западном направлении. Устье реки находится между деревнями Гибно и Пески Песоцкого сельского поселения в 0,7 км по правому берегу реки Кунянка. Длина реки составляет 10 км.
Населённых пунктов по берегам реки нет.
Система водного объекта: Кунянка → Явонь → Пола → Ильмень → Волхов → Ладожское озеро → Нева → Балтийское море.

## Данные водного реестра
По данным государственного водного реестра России относится к Балтийскому бассейновому округу, водохозяйственный участок реки — Ловать и Пола, речной подбассейн реки — Волхов. Относится к речному бассейну реки Нева (включая бассейны рек Онежского и Ладожского озера).
Код объекта в государственном водном реестре — 01040200312102000022165.